# Peripoltas
Peripoltas fue un adivino citado por Plutarco en Vidas paralelas, que acompañó al rey Ofeltas y a los pueblos a quien éste mandaba desde Tesalia a Beocia. Dejó una descendencia que fue por largo tiempo tenida en estima, y la rama principal de ella se estableció en Queronea, que fue la primera ciudad que ocuparon, expulsando de ella a los bárbaros.